# George Pieczenik Smith

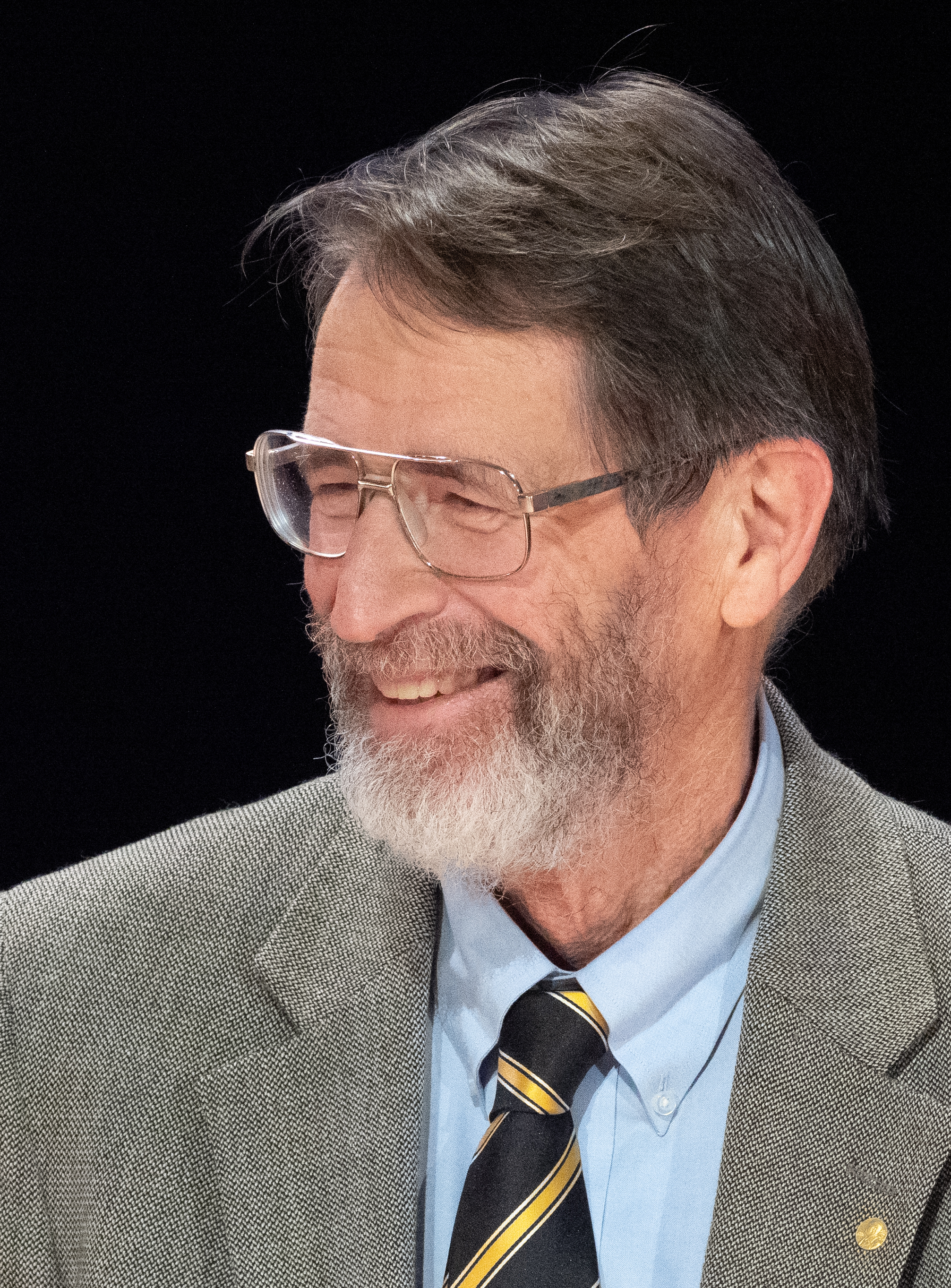
George Pieczenik Smith (2018).

George Pieczenik Smith (Norwalk, 10 marzo 1941) è un biochimico statunitense vincitore del Premio Nobel per la chimica del 2018, insieme a Sir Gregory Paul Winter e Frances Hamilton Arnold,  "per i loro lavori su enzimi, peptidi e anticorpi".